# ありがとう (レミオロメンの曲)
「ありがとう」は、2010年2月～3月に、NHKの歌番組『みんなのうた』で放送された楽曲。作詞・作曲：藤巻亮太、歌：レミオロメン。

## 概要
アウトロのコーラスにはトーレの子供が参加している。尺の都合上、放送では2番と間奏が省略された。アニメーションは『PoPo Loouise』などを手掛けた坂井治によるもので、カラフルな配色の顔が次々に登場する。
2010年3月3日販売のアルバム『花鳥風月』に収録。同年5月から行われたレミオロメンの全国ツアー『10th Anniversary TOUR 2010“花鳥風月”』では本曲がトリに選ばれた。なお、レミオロメンは『みんなのうた』初登場となったが、初回放送から2年後の2012年に活動休止となる。
放送後反響のあった楽曲の一つで、2～3年置きに再放送が行われている。『みんなのうた』が2016年に放送55周年を迎えることを記念してレコード会社5社からコンピレーション・アルバムの販売が決定し、サイトにて収録楽曲のリクエストを2月からおよそ1ヶ月間行った。その結果本曲が上位に達したことを受け、同年4月27日販売の『NHKみんなのうた 55 アニバーサリー・ベスト 〜ともだちみつけた〜』に収録された。同CDのジャケット写真には放送で使われたアニメーションがプリントされた。
余談だが、『みんなのうた』で「ありがとう」というタイトルの曲は、1995年の宇都美慶子の曲と、2006年に副題「～こころのバラ～」がついたマイク眞木の曲があるため、3曲目となる。